# Politica externă a României după 1989
Anul 1989 a reprezentat punctul culminant al izolării politice a României în secolul XX. În acel moment, țara se afla într-o criză a relațiilor cu alte state democratice și era considerată a fi izolată . Politica externă a României după Revoluția din 1989 a fost marcată de o orientare ambivalentă în primii ani  și de o orientare clară spre integrarea în structurile euro-atlantice după căderea URSS  și, mai ales, după semnarea Declarației de la Snagov din 1995 . Prăbușirea comunismului a făcut ca România să-și reevalueze poziția sa internațională și să-și reformeze politica externă în concordanță cu valorile democratice și liberale . În acest sens, România a devenit membru al NATO în 2004  și a aderat la Uniunea Europeană în 2007 . În plus, România a participat activ la misiunile de menținere a păcii  și la acțiunile de combatere a terorismului în diferite zone ale lumii .
În prezent, politica externă a României se concentrează pe consolidarea relațiilor cu statele membre ale UE și NATO , precum și pe dezvoltarea relațiilor cu statele vecine și cu partenerii strategici din regiune și din întreaga lume. De asemenea, România susține procesul de integrare europeană și participă la inițiative care promovează pacea, securitatea și democrația în Europa și în lume .

## 1990

### Comunicatul FSN din 22 decembrie 1989
În primele săptămâni dupa Revoluția din 1989, România a urmat punctele din Comunicatul Frontului Salvării Naționale din 22 decembrie 1989 . În intervalul 22 decembrie-1 ianuarie 1990, reprezentanții au fost activi în furnizarea de informații pentru a menține la curent factorii de decizie politică din țările în care erau acreditați. Pe 28 decembrie 1989, Sergiu Celac a fost numit noul ministru al Ministerului Afacerilor Externe .
La punctul 9 al Comunicatului FSN, România recunoștea că va respecta angajamentele internaționale din care face parte și, în primul rând, pe cele privitoare la Tratatul de la Varșovia . Aceasta a fost considerată o dovadă că schimbările din 1989 nu au avut un caracter antisovietic .

### Alte relații diplomatice
La data de 15 mai 1990, relațiile diplomatice dintre România și Sfântul Scaun au fost reluate, iar primul ambasador al României după perioada comunistă și-a prezentat scrisorile de acreditare pe 8 iunie 1993 . Cu excepția României, Sfântul Scaun restabilise deja legăturile oficiale, până în acel moment, cu toate țările care au întrerupt relațiile după venirea comuniștilor la putere după al Doilea Război Mondial .
În ianuarie 1990, România a dat semnale că dorește să obțină din nou clauza națiunii cele mai favorizate de la SUA, la care Ceaușescu renunțase în februarie 1988 . În februarie 1990, secretarul de stat al SUA, James Baker III a făcut o scurtă vizită în România unde s-a întâlnit atât cu liderii afltați la putere, cât și cu membrii opozițitiei. Acesta a reiterat sprijinul pentru ca efortul de reformă să avanseze spre alegeri libere și corecte . La puțin după au avut loc Conflictul interetnic de la Târgu Mureș și alegerile generale din 20 mai, urmate de proteste și Mineriada din iunie. Toate aceste evenimente au șifonat imaginea internațională a României. Pentru a-și îmbunătăți imaginea în afara granițelor, România a semnat primul contract de lobby pe lângă administrația de la Washington .

#### Președinția Consiliului de Securitate al ONU
La 1 august 1990, România a preluat, conform principiului rotației, președinția Consiliului de Securitate al ONU. Acela era cel de-al treilea mandat de membru nepermanent deținut de România, primele două fiind în 1962, pentru un an, și în octombrie 1975. Posibilele teme anunțate pe agenda dezbaterilor la preluarea președinției Consiliului de Securitate al ONU de către România erau avansarea soluțiilor pentru pace în Orientul Mijlociu, examinarea situației din Asia de Sud-Est și Cambodia, depășirea impasului în chestiunea cipriotă, situația din America Centrală și întărirea rolului Consiliului în menținerea păcii și stabilității mondiale . La doar o zi după preluarea președinției, pe 2 august, avea să aibă loc invadarea Kuweitului de către armata irakiană. Ca urmare a invaziei au fost adoptate o serie de rezoluții de condamare a anexării sau de instituire a embargoului . Ambasadorul României la ONU în acel moment era Aurel Dragoș Munteanu .

## 1991

### Tratatul Româno-Sovietic din 1991
Pe 5 aprilie 1991, la Moscova, Ion Iliescu a semnat alături de Mihail Gorbaciov un tratat politic cu Uniunea Sovietică care cuprindea o serie de clauze importante care au avut un impact major asupra relațiilor dintre România și Uniunea Sovietică. Articolul 3 garantează "inviolabilitatea frontierelor și integritatea teritorială" a României, în timp ce articolul 4 impune obligația celor două state de a nu participa "la nicio alianță îndreptată una împotriva celeilalte". Acest tratat a marcat un moment important în istoria relațiilor diplomatice dintre România și Uniunea Sovietică . România a arătat prin semnarea acelui tratat că opțiunile de politică externă se îndreaptă către USSR și nu către NATO .
România a fost prima țară care a semnat un astfel de tratat cu URSS, după schimbările din 1989 . Chiar dacă țări precum Polonia, Ungaria, Cehoslovacia și Bulgaria au urmat exemplul României și au semnat noi tratate cu Moscova, nu au fost incluse clauze care să interzică aliantețe cu Nato sau alte structuri occidentale . În momentul semnării tratatului ministru de externe era Adrian Năstase . Prim-ministrul României din acel moment, Petre Roman, a delarat că în Ministerul de Externe se pastrase o atitudine prin care se dorea ca România să “se pună bine cu toata lumea” . Acesta a susținut s-a opus ratificării și că l-a convins și pe Ion Iliescu de acest lucru . Tratatul cu URSS nu a fost ratificat de către Parlament .
Prima vizită străină în România, imediat după Revoluția din 1989 a fost a șefului diplomației sovietice, Eduard Șevarnadze. Acesta a avut întrevederi cu noii lideri ai României și a dat asigurări că Uniunea Sovietică  va oferi „sprijinul politic, material și moral” țării. El a mai declarat că negocierile privind cooperarea economică vor începe în scurt timp și că România s-ar putea aștepta la creșterea livrărilor de petrol și gaze naturale . În februarie același an consilierul prezidențial Ioan Mircea Pașcu, a purtat discuții cu Vadim Zagladin, consilierul președintelui URSS, care sunt edificatoare pentru orientarea politicii externe în acele vremuri. Una dintre declarațiile importante ale acestuia face referire la Reoublica Moldova și reflectă poziția României de a nu întreprinde nimic în direcția încurajării Basarabiei de reintegrare în frontierele României. Acesta declarând că „Frații nu trebuie să locuiască în mod obligatoriu în același apartament“ .

### NATO
În același timp, România a început să  își îmbunătățească relațiile cu NATO. În octombrie 1991, Președintele României, Ion Iliescu, a transmis un mesaj secretarului general al NATO, exprimând disponibilitatea României de a colabora strâns cu această organizație. El a afirmat că NATO este singura entitate cu capacitatea politică și militară de a asigura stabilitatea și securitatea noilor democrații europene în stadiul lor incipient.

### Republica Moldova
În 1991, România a fost primul stat care a recunoscut independența Republicii Moldova, imediat după proclamarea independenței pe 27 august 1991. În aceeași zi au fost stabilite relațiile diplomatice la nivel de ambasadă . Gestul României a fost o manifestare politică prin care s-a arătat susținerea și recunoașterea separării Basarabiei de sub ocupația sovietică .

### Alte evenimente notabile
Tot în 1991, România a încercat să adere la Consiliul Europei. În decembrie, Guvernul român a transmis cererea oficială de aderare la CE . Ca urmare a evenimentelor petrecute în perioada de după Revoluție și a credibilității scăzute, eforturile României nu au dat roade până in 1993 .

## 1992

### Stabilire relații diplomatice
În 1992, România a stabilit relații diplomatice cu mai multe țări care făcuseră parte din URSS sau care au devenit independente în acea perioadă.  România a recunoscut independența Ucrainei pe 8 ianuarie 1992 și a stabilit formal relații diplomatice la 1 februarie 1992 . În același an, România a mai stabilit relații diplomatice cu Belarus , Estonia , Croația , Azerbaidjan, Georgia, Kazahstan, Kîrgîzstan, Slovenia și Tadjikistan .
De asemenea, în acel an, România a întețit relațiile bilaterale cu Republica Moldova. Acest proces a început cu deschiderea unei ambasade la Chișinău pe 19 ianuarie 1992 și pe 24 ianuarie 1992 la București . Pe 25 ianurie a avut loc întâlnirea dintre Mircea Snegur și Ion Iliescu, la Ungheni. Aceasta a fost prima întâlnire, după destrămarea URSS, dintre președintele României și cel al Republicii Moldova .

### Tratat bilateral româno-german
Pe 21 aprilie 1992, România și Germania au semnat tratatul bilateral de prietenie și cooperare . Tratatul bilateral româno-german făcea parte dintr-un efort mai amplu la nivel european de a restaura legăturile între statele care au fost separate de Cortina de Fier pentru decenii și de a contribui la consolidarea unității europene și la crearea unei ordini pașnice durabile bazate pe valorile comune, precum drepturile omului, democrația și statul de drept .
În același an, România și Statele Unite au semnat un tratat bilateral de investiții (BIT), care a intrat în vigoare în 1994 .

### Organizația de Cooperare Economică la Marea Neagră (OCEMN)
OCEMN a fost constituită în 1992, astfel la 25 iunie 1992, la Istanbul, unsprezece șefi de stat și de guvern (Albania, Armenia, Azerbaidjan, Bulgaria, Georgia, Grecia, Republica Moldova, România, Federația Rusă, Turcia și Ucraina au semnat ”Declarația Summit-ului privind Cooperarea Economică la Marea Neagră” și “Declarația Bosforului” . OCEMN reprezintă un cadru util pentru dialog și stimularea încrederii reciproce între statele membre, având ca scop stimularea interacțiunii și armoniei între statele membre, precum și de asigurare a păcii, stabilității și prosperității, dar și relațiilor de bună vecinătate în regiunea Mării Negre .

## 1993

### Acordul European
Pe 1 februarie 1993, România a semnat Acordul European care stabilește o asociere între România, pe de o parte, și Comunitățile Europene și statele lor membre, pe de altă parte . Acordul reprezenta instituirea unei zone de liber schimb între România și statele membre, recunoaștea obiectivul României de a deveni membru al Uniunii Europene și prevedea asistență financiară și tehnică din partea Uniunii Europene .

### Aderare la Consiliul Europei
După doi ani de eforturi, România este primită în Consiliul Europei, pe 7 octombrie, cu ocazia semnării documentelor statutare și a Convenției Europene a Drepturilor și Libertăților Fundamentale ale Omului, cu ocazia primului Summit al CE (Viena) .

### NATO
Pe 17 februarie 1993, președintele Ion Iliescu vizitează Cartierul General al NATO unde reafirmă dorința României de a se integra în structurile euro-atlantice . Apoi, în octombrie 1993, adjunctul secretarului apărării al SUA efectuează o vizită la București și prezintă propunerea americană de stabilire a unui Parteneriat pentru Pace .
Tot în 1993, pe 1 aprilie, a fost lansat in România programul de cooperare Mil-to-Mil in domeniul apararii cu Statele Unite ale Americii. Acesta este primul program de acest tip dezvoltat cu un stat membru NATO și are scopul de a sprijini forțele armate ale României și de a imbunătăți relațiile militare dintre România și Statele Unite. O echipă de legatură a fost inființataă între US Forces Command Europe (EUCOM) și Armata română .

### Clauza națiunii celei mai favorizate
Eforturile României de a-și îmbunătăți imaginea externă și de a se reorienta geopolitic au dat roade, astfel, in noiembrie 1993, Congresul American a votat pentru a reacordat României clauza națiunii celei mai favorizate 

## 1994

### NATO
La summit-ul din Bruxelles din 10-11 ianuarie 1994, liderii Alianței au lansat Parteneriatul pentru Pace (PfP) și au oferit invitația de participare tuturor partenerilor din Consiliul de Cooperare Nord-Atlantica și Conferința pentru Securitate și Cooperare in Europa. În același timp, a fost publicat documentul cadru al Parteneriatului pentru Pace . La câteva zile după, pe 26 ianuarie, Ministrul de externe, Teodor Melescanu, semneaza la Cartierul General al NATO Documentul-cadru al Parteneriatului pentru Pace. Romania devine astfel primul stat din Europa Centrala si de Est care adera la Parteneriatul pentru Pace . În perioada 12-16 septembrie 1994, o pluton din România a participat la primul exercitiu NATO/PfP, "Cooperative Bridge 94", care a avut loc la Biedruska, Polonia. Scopul acestui exercitiu a fost de a împărtăși experiența în misiunile de menținere a păcii și de a îmbunătăți capacitatea de a conduce operațiuni comune de acest tip .

## 1995

### UE
La 1 februarie 1993 a intrat in vigoare Acordul European semnat cu 2 ani înainte . În 22 iunie 1995, Theodor Meleșcanu, ministrul afacerilor externe din România, a prezentat la Paris cererea oficială de aderare a României la Uniunea Europeană. Documentul "Strategia națională de pregătire a aderării României la Uniunea Europeană" a fost atașat cererii și semnat la Snagov în 21 iunie 1995 .

### OMC
România a fost Parte Contractantă la Acordul General pentru Tarife și Comerț (GATT) și prin participarea sa la negocierile din cadrul Rundei Uruguay, a devenit Membru Fondator al Organizației Mondiale a Comerțului (OMC). Lista sa de angajamente din cadrul OMC reflecta caracteristicile unei țări în curs de dezvoltare și nuanțele unei economii în tranziție, manifestate prin taxe vamale mai mari decât cele ale țărilor dezvoltate și angajamente mai puține, asumate pe perioade de timp mai lungi. Începând cu 1 ianuarie 1995, membrii GATT (124 la acea dată) au devenit membri de drept ai OMC .

## 1996

### Tratatul cu Ungaria
Pe 16 septembrie 1996, premierul României, Nicolae Văcăroiu, și premierul Ungariei, Gyula Horn, au semnat Tratatul de la Timișoara privind cooperarea și buna vecinătate între cele două țări . Tratat a fost negociat timp de patru ani, cu scopul de a oferi minorității maghiare din România o bază juridică. După conflictul interetnic din Tîrgu Mureș din 1990, semnarea tratatului a reprezentat un prim pas important făcut de România pentru respectarea drepturilor minorităților. De asemenea, acesta era primul tratat bilateral între România și Ungaria care recunoaște frontierele României după Tratatul de la Versailles din 1919 .
Pe 6 iulie 1996, România a semnat, în dorința de a perfecționa colaborarea lor în domeniul asistenței juridic, un tratat cu Republica Moldova  privind asistența juridică în materie civilă și penală .

### Procesul de Cooperare din Europa de Sud-Est
SEECP este o organizație din care fac parte mai multe state din Europa de Est și a fost fondat în 1996, la inițiativa Bulgariei, care a dorit să creeze un nou format de colaborare pentru a se potrivi cu cooperarea între statele noi din Europa de Sud-Est. Romania este parte și membru fondator al organizației. SEECP poate fi văzut ca un continuator al Înțelegerii Balcanice, care a fost inițiată de Nicolae Titulescu în perioada interbelică și reluată după cel de-al doilea război mondial sub forma conferințelor miniștrilor de externe la care au participat România, Albania, Bulgaria, Iugoslavia, Grecia și Turcia . SEECP urmărește să întărească stabilitatea, siguranța și relațiile de bună vecinătate și cooperarea economică în regiune. De asemenea, SEECP sprijină statele din Balcanii Vest care nu sunt încă membre ale UE și Republica Moldova în procesul lor de integrare la UE și NATO .

### Alte evenimente semnificative
Pe 16 mai 1996, Ion Iliescu a semnat, la Belgrad, un tratat privire la relațiile de prietenie, buna vecinătate și cooperare între România și Republica Federală Iugoslavia . Decizia a fost criticată, ținând cont de faptul că aspirațiile euro-altantice ale României din acel moment erau contrare abuzurilor comise de regimul lui Slobodan Miloșevici .

## 1997

### Tratatul cu Ucraina
La 2 februarie 1997, România și Ucraina au semnat un tratat de bună vecinătate și coopoerare . Tratatul, care mai este cunoscut sub numele de Tratatul de la Constanța, a fost semnat după 35 de runde de negocieri. România a făcut compromisuri importante pentru a finaliza acest tratat, cu o lună înainte de summit-ul NATO de la Madrid, la care Ungaria, Polonia și Cehia au fost invitate să adere . Rezolvarea diferendelor cu statele vecine a fost unul dintre criteriile necesare pentru a intra în NATO. În ciuda acestui tratat bilateral, problemele cele mai acute între Ucraina și România au rămas nerezolvate și au fost abordate prin intermediul unui Acord Conex, semnat prin scrisori ale miniștrilor afacerilor externe ai celor două state. Prin aceste acorduri, România și Ucraina și-au asumat obligația de a încheia un nou tratat privind regimul frontierei de stat, precum și un acord pentru delimitarea platoului continental și a zonelor economice exclusive în Marea Neagră. În același timp, România a renunțat să revendice Bucovina de Nord, Ținutul Herței sau Basarabia de Sud, teritorii istorice care s-au aflat temporar în componența ei. Același lucru fusese făcut de Ungaria cu un an înainte, care renunțase să mai revendice Transilvania .

### Summit-ul de la Madrid
În urma summit-ul de la Madrid din 8-9 iulie 1997, Ungaria, Cehia și Polonia, toate țări fost comuniste și foste membre ale Pactului de la Varșovia, erau invitate să se alăture Organizației Tratatului Atlanticului de Nord. În ciuda eforturilor depuse, România și Slovenia nu au fost acceptate, Statele Unite și Regatul Unit opunându-se aderării României. România a fost, totuși, puternic sprijinită de Franța la acel summit . Ca urmare a eșecului de la Madrid și în urma promisiunii făcute de președintele Emil Constantinescu în fața congresului american, România a început să scoată la suprafață economia subterană . Cele mai mari probleme erau legate de traficul de țigări și armament, facilitat de persoane din cadrul armatei sau al serviciilor secrete, către țări aflate sub embargo inrernațional cum ar fi Angola, Indonezia sau Ruanda , Iugoslavia  sau Iran . În acest sens a fost deschis primul mare dosar penal de contrabadă: „Țigareta 2"

### Parteneriatul strategic cu SUA
Parteneriatul strategic dintre România și SUA a fost lansat în 11 iulie 1997, cu ocazia vizitei președintelui Bill Clinton la București. Vizita președintelui Clinton a fost urmată de un schimb de scrisori între miniștrii de externe ai celor două state. În octombrie 1997, asistentul pentru afaceri europene și canadiene al secretarului de stat al SUA a făcut o vizită la București, stabilind domeniile de interes ale parteneriatului. Președintele Clinton a reiterat faptul că ușa Nato rămâne deschisă pentru România .

### Parteneriatul strategic cu Italia
În același an, România a semnat un parteneriat strategic cu Italia. La 17 aprilie 1997, la Roma, miniștrii de externe ai României și Republicii Italiene au semnat Declarația comună a miniștrilor afacerilor externe ai României și Italiei privind Parteneriatul Strategic româno-italian .

## 1998

### Deschiderea spațiului aerian pentru NATO
În 14 octombrie 1998, la solicitarea președintelui Emil Constantinescu, Parlamentul a decis deschiderea spațiului aerian pentru avioanele Alianței Nord-Atlantice (NATO)  în scopul efectuării operațiunilor aeriene în fosta Iugoslavie și participarea la acțiuni umanitare . Hotărârea a fost adoptată după o dezbatere tensionată, cu 244 de voturi pentru, 160 contra și 82 de abțineri , permițând detașamentului mobil multifuncțional de sprijin umanitar, format din 250 de persoane, să acționeze în regiune pe o durată nedeterminată, în funcție de evoluția situației. Aceasta a marcat un pas important pentru România în direcția alinierii la NATO .
În același an, pe 30 martie, România a semnat un Acord cu Statele Unite privind cooperarea în domeniul contracarării proliferării armelor de distrugere în masă și promovarea relațiilor militare și de apărare 

## 1999

### Începerea negocierilor cu UE
În iunie 1999, România adopta Planul Național de Aderare la Uniunea Europeană . Apoi, la 11 decembrie 1999,  Consiliul European decide începerea negocierilor de aderare a României la UE. La summit-ul de la Helsinki, liderii europeni, au declarat începerea negocierilor de aderare cu România, Slovacia, Latvia, Lituania, Bulgaria și Malta. Negocierile propriu-zise au fost programate pentru 15 februarie 2000 . Negociatorul șef al României a fost Vasile Pușcaș .

### NATO
În februarie 1999, mlitari din România și Statele Unite stabilesc un centru de monitorizare a traficului aerian care să acopere, în afara teritoriului românesc, și ariile învecinate . Șa Summit-ul NATO de la Washington -23-25 aprilie- NATO prezintă MAP (Membership Action Plan) care pune bazele unui mecanism de pregătire și evaluare individuală a țărilor candidate.
Pe parcursul acelui an România avea să ia mai multe decizii legate de acțiunile forțelor NATO în Iugoslavia. În martie, ca urmare a unei solicitări NATO, România închide trei aeroporturi în vestul țării – Timișoara, Arad, Caransebeș – până la sfârșitul operațiunilor Alianței împotriva Iugoslaviei.  Ministerul Apărării Naționale confirmă că avioanele NATO au dreptul de a folosi aeroporturile din România în timpul operațiunilor din Iugoslavia. În mai 1999, guvernul român și NATO au semnat un acord privind utilizarea spațiului aerian românesc de către avioanele aliate. În iunie 1999, Parlamentul român a aprobat solicitarea președintelui Emil Constantinescu de a permite tranzitul trupelor cehe și poloneze din KFOR prin România spre Iugoslavia .

## 2000
În februarie 2000, în cadrul reuniunii Consiliului UE pentru Afaceri Generale, dedicată lansării Conferinței Interguvernamentale, sunt deschise oficial negocierile de aderare cu România .
Tot în februarie 2000, a fost lansat Parteneriatul Strategic Intensificat, cu SUA, care a stabilit prioritățile și obiectivele comune în domenii strategice precum economia, apărarea militară, stabilitatea regională și riscurile de securitate neconvenționale, conform acordului între cele două părți.

## 2001

### NATO
În mai 2001, au avut loc reuniunea NAC unde a fost analizat progresul realizat în îndeplinirea obiectivelor Planului Național de Aderare la NATO, ciclul II, repectiv reuninea EAPC de la Budapesta . În urma atacurilor din 11 septembrie, Parlamentul României decide, cu o majoritate copleșitoare, participarea României, ca aliat de facto al NATO, la lupta împotriva terorismului internațional cu toate mijloacele, inclusiv cele militare. România angajându-se să asigure acces la spațiul său aerian, aeroporturi, facilități terestre și maritime . Premierul de atunci al României, Adrian Năstase a declarat că evenimentele de la 11 septembrie și războiul din Afganistan, care a urmat, au accelerat intrarea României în NATO .

### OSCE
În 2001, România a deținut președinția OSCE. Ministrul român al Afacerilor externe din acel moment, Mircea Geoană, a deținut mandatul de Președinte în exercițiu al OSCE, având ca obiective principale consolidarea păcii stabile în Europa, creșterea rolului OSCE ca forum de dialog politic și consolidarea capacității operaționale a organizației. România a conștientizat importanța acestei organizații și a depus eforturi considerabile în îndeplinirea rolului asumat, cooperând cu celelalte state participante și instituțiile OSCE. Așteptările la adresa președinției române au fost ridicate, însă România a reușit să facă față acestora, contribuind la consolidarea democrației, stabilității, securității și cooperării în spațiul euro-atlantic .

### Alte evenimente
La scurt timp după atacurile de la 11 septembrie, între 29 octombrie și 3 noiembrie 2001,  a avut loc vizita în SUA a premierului Adrian Năstase, care a inclus o întrevedere neprogramată cu președintele George W. Bush.  Năstase a declarat ulterior că președintele Statelor Unite, George W. Bush, susține în continuare extinderea NATO și dorește ca România să obțină un răspuns favorabil din partea Alianței Nord-Atlantice în procesul de aderare .

## 2002

### Parteneriatul strategic cu Ungaria
În 2002, România și Ungaria au semant un parteneriat strategic. Astfel, la 29 noiembrie 2002 a fost semnată, la Budapesta,  Declarația de Parteneriat Strategic dintre Guvernu României și Guvernul Republicii Ungare pentru Europa secolului XXI. Cooperarea se concentrează pe mai multe domenii, atât în cadru bilateral, cât și în cadru multilateral. Principalele domenii privesc colaborarea economică și cooperarea în păstrarea și promovarea identității persoanelor aparținând minorităților naționale .

### Vizita Președintelui George W. Bush la București
La 23 noiembrie 2002  are loc vizita președintelui George W. Bush. Președintele american , însoțit de președintele de atunci, Ion Iliescu, a ținut un discurs în fața mii de persoane în Piața Revoluției. Un curcubeu a apărut pe cerul Capitalei, moment care l-a impresionat pe președintele american .

### Alte evenimente
Tot în 2002 a fost semnată Declarația de prietenie, cooperare și parteneriat dintre România și Japonia, cu ocazia vizitei Președintelui României la Tokyo .

## 2003

### Tratat cu Rusia
În 4 iulie 2003, Ion Iliescu și Vladimir Putin semnau la Moscova „Tratatul privind relațiile prietenești și de cooperare dintre România și Federația Rusă” . Tratatul a fost semnat de președinții Ion Iliescu si Vladimir Putin, după ce a fost negociat timp de mai mulți ani. Discutiile au fost o vreme blocate din cauza refuzului partii ruse de a  condamna în cadrul tratatului Pactul Ribbentrop-Molotov - care a dus la anexarea Basarabiei de catre fosta URSS, in 1941-  si de a retroceda tezaurul Romaniei . Printre altele, tratul afirmă dreptul popoarelor de a-și hotârî, în mod liber și fără amestec din afară, statutul politic, de a-și alege mijloacele de asigurare a propriei securități 

### Parteneriatul strategic cu Regatul Unit
În iunie 2003, România a semnat un parteneriat strategic cu Regatul unit al Marii Britanii și Irlandei de Nord. Documentul adoptat este intitulat „Marea Britanie și România în Europa: Parteneriat Strategic” .

### Alte evenimente
La 23 octombrie 2003, Romania a fost aleasa pentru un loc de membru nepermanent in Consiliul de Securitate al ONU, pentru mandatul din 2004-2005, prin votul exprimat la cea de-a 58-a sesiune a Adunarii generale .

## 2004

### Încheierea negocierilor de aderare la UE
În iunie 2004, Consiliul European reconfirmă calendarul de aderare a României. Apoi, la 6 octombrie 2004, CE prezintă Raportul anual 2004 pentru România, precum și Documentul de Strategie privind perspectivele procesului de extindere. Documentele afirmă sprijinul ferm al Comisiei Europene în favoarea încheierii negocierilor de aderare cu România și Bulgaria până la sfârșitul anului 2004. În luna decembrie se încheie din punct de vedere tehnic negocierile de aderare. Acest lucru este anunțat în cadrul Conferinței de Aderare la nivel ministerial din 14 decembrie 2004. Apoi, pe 16-17 decembrie 2004, Consiliul European confirmat încheierea negocierilor de aderare cu România și a reafirmat calendarul de aderare: aprilie 2005 - semnarea Tratatului de Aderare; 1 ianuarie 2007 - aderarea efectivă .

### Alte evenimente
În iulie 2004 a avutloc vizita în SUA a premierului Adrian Năstase. Programul vizitei a inclus întâlniri cu președintele George W. Bush, secretarul de stat Colin Powell, secretarul Apărării, Donald Rumsfeld, secretarul energiei Spencer Abraham și membri ai Senatului SUA. Năstase și Bush au discutat principalele subiecte de interes în relația România-SUA legate situația din Irak și Afganistan, relațiile bilaterale, alegerile din România și SUA și problema adopțiilor internaționale . În luna septembrie a acelui an și președintele Iliescu a efectuat o vizită în SUA unde s-a întâlnit cu oficiali americani .
Tot în 2004, România a primit, din partea Uniunii Europene, statul de economie de piață funcțională în urma unor negocieri care au durat mai mulți ani . Privatizarea Petrom a fost unul dintre elementele importante caare au dus la primirea acelui statut .
În 2004, cu ocazia vizitei președintelui Chinei în România, Hu Jintao, a fost semnată Declarația Comună a României și a Republicii Populare Chineze privind Stabilirea unui Parteneriat Amplu de Prietenie și Cooperare .

## 2005

### Semnarea tratatului de aderare la UE
Pe 13 aprilie 2005 România a primit avizul conform al Parlamentului European pentru semnarea Tratatului de Aderare. Conform procedurii (art. 49 TUE), forul democratic european s-a pronunțat la 13 aprilie 2005, cu ocazia sesiunii plenare, în baza unui Raport de progrese elaborat de raportorul PE pentru România, Pierre Moscovici. Rezultatul votului din plenara PE: aviz conform: 497 de voturi pentru, 93 împotrivă, 71 abțineri. Raportul Moscovici: 564 de voturi pentru, 59 împotrivă, 41 abțineri. Semnarea propriu-zisă a tratatului ratatului de Aderare a României și Bulgariei la UE a avut loc pe 25 aprilie 2005, la Luxemburg .

## 2007

### România-stat membru al Uniuneii Europene
Pe 1 ianuarue 2007, România devine stat membru al Uniunii Europene .

## 2008

### Parteneriatul strategic cu Franța
În 2008, România a semnat un parteneriat strategic cu Franța. Parteneriat Strategic dintre România și Franța a fost stabilit printr-o Declarație comună semnată în februarie 2008, la București, de către Președinții celor două state.

### Parteneriatul strategic cu Republica Corea
Nivelul relației bilaterale dintre România și Republica Coreea a fost ridicat la nivel de ăarteneriat ptrategic în 2008. Declarația Comună privind stabilirea Parteneriatului Strategic între România și  Republica Coreea  a fost semnată de președinții celor două țări, la Seoul, la 8 septembrie 2008, cu ocazia vizitei oficiale a președintelui României. De altfel, România este prima țară din UE care a stabilit relații la nivel de parteneriat strategic cu Republica Coreea .

### Parteneriatul strategic Consolidat cu Italia
Tot în 2008, la 11 ani după semnarea parteneriatului strategic dintre cele doua state, România și Italia au decis semnarea unui parteneriat strategic consolidat. Astfel, la 9 ianuarie 2008, la București, miniștrii de externe ai celor două state au semnat Declarația Comună a miniștrilor afacerilor externe ai României și Republicii Italiene privind Parteneriatul Strategic Consolidat româno – italian. Parteneriatul Strategic Consolidat prevede dezvoltarea relațiilor bilaterale în mai multe domenii, printre care se numară următoarele: politic, securității și apărării, economic, energie, mediu, agricultură, justiție și afaceri interne, sănătate, cultură și educație, muncă și domeniul social .

## 2009

### Parteneriatul strategic cu Polonia
În 2009, România și Polonia au decis să ridice colaborarea dintre cele două state la nivel de parteneriat strategic. Parteneriatul strategic cu Republica Polonia a fost lansat cu ocazia vizitei Președintelui Republicii Polone în România, fiind semnată o Declarație Comună a Președinților României și Republicii Polone pe 7 octombrie 2009. Principalele arii de cooperare se referă la cooperarea politică și în domeniul securității, energia și dezvoltarea durabilă, agricultura, dezvoltarea regională, transporturile, schimbările climatice și alte obiective comune ale celor două state în regiune .

### Parteneriatul strategic cu Azerbaidjan
Tot în 2009, România a semant un parteneriat strategic cu Azerbaidjan. Declarația privind stabilirea unui parteneriat strategic între România și Republica Azerbaidjan a fost semnată în luna septembrie 2009, cu ocazia vizitei oficiale în România a președintelui azer, Ilham Aliyev. De altfel, România a fost primul stat membru UE care a încheiat cu Azerbaidjanul un document de parteneriat strategic .

## 2010

### Partenariatul strategic cu Republica Moldova
În 2010, România a semenat un parteneriat strategic cu Republica Moldova. Documentul semant este intitulat Declarația privind instituirea unui parteneriat strategic între România și Republica Moldova pentru integrarea europeană a Republicii Moldova și a fost semnat la București, pe 27 aprilie 2010 .

### Alte evenimente
În 2010 a fost adaugat un plan de acțiune parteneriatului strategic dintre România și Polonia semnat cu un an înainte. Pe 28 octombrie 2010, cu ocazia vizitei oficiale în România a Președintele Republicii Polone a fost semnat Planul de Acțiune pentru punerea în practică a Parteneriatului Strategic, care conținea proiectele concrete de cooperare pentru  perioada 2010-2015 . Conform MAE, obiectivele parteneriuatului erau: consolidarea dialogului politic, cooperare energetică, cooperare economică și în investiții, cooperare pe probleme de securitate, cooperare în cadrul organizațiilor internaționale, precum și în domeniul culturii .

## 2011

### Parteneriatul strategic cu Turcia
În 2011, România a semant un parteneriat strategic cu Turcia. Declarația Comună a Parteneriatului Strategic dintre România și Republica Turcia a fost semnată cu ocazia vizitei de stat în Republica Turcia a  Președintelui României, care  avut loc în perioada 12-13 decembrie 2011 .

### Încercarea de aderare a Romaniei la Schengen
Pe data de 2 mai 2011, Raportul privind aderarea României și Bulgariei la Schengen a fost aprobat în mod favorabil de către Comisia pentru Libertăți Civile din Parlamentul European, iar la 8 iunie același document a fost adoptat în Strasbourg. Cu toate acestea, la Reuniunea Consiliului JAI (Justiție și Afaceri Interne) de la Luxemburg, care a avut loc la data de 9 iunie 2011, s-a decis că Bulgaria și România nu vor fi primite în spațiul Schengen pentru o perioadă nedeterminată, în ciuda îndeplinirii criteriilor tehnice. La 16 septembrie 2011 Olanda s-a decis să blocheze aderarea României și Bulgariei la Schengen, iar a 21 septembrie Guvernul finlandez a anunțat că a decis să se alăture Olandei . Pe 22 septembrie a devenit oficial că aderarea Romaniei si Bulgariei la Schengen a fost amanată, dupa ce presedinta poloneza a UE nu a supus votului  Consuliului JAI .

## 2013

### Parteneriatul strategic cu Spania
În 2013 România a semant un nou parteneriat strategic, de data aceasta cu Spania. La 22 iulie 2013, la Madrid, prim-ministrul României și președintele guvernului spaniol au anunțat, în cadrul conferinței de presă comună, decizia politică de stabilire a parteneriatului strategic între cele două state. Parteneriatul prevede consolidarea relațiilor bilaterale în domeniile prioritare pentru ambele țări: infrastructură, energie, politică europeană, afaceri interne, agricultură .

### Parteneriatul extins cu India
România și India au decis, la 8 martie 2013, la New Delhi, semnarea unui parteneriat extins. Documentul a fost semnat de miniștrii de externe ai României și Indiei și este intitulat Declarația Comună privind stabilirea unui Parteneriat Extins între România și India .

## 2022

### Parteneriat strategic cu Georgia
În octombrie 2022, România a semnat un parteneriat strategic cu Georgia. Președintele Iohannis a precizat că parteneriatul strategic va conduce la dezvoltarea și aprofundarea cooperării noastre privind agenda euroatlantică și europeană, inclusiv sub umbrela Parteneriatului Estic, precum și în domeniul securității . Documentul este intitulat ”Declarația privind stabilirea unui Parteneriat Strategic între România și Georgia” și a fost semnat cu ocazia vizitei oficiale în România a Președintelui Georgiei, doamna Salome Zourabichvili, din 10-12 octombrie 2022 